# Tynnyrisaari (ö i Birkaland)
Tynnyrisaari är en ö i Finland. Den ligger i sjön Vehkajärvi och i kommunen Mänttä-Filpula i den ekonomiska regionen  Övre Birkalands ekonomiska region  och landskapet Birkaland, i den södra delen av landet, 220 km norr om huvudstaden Helsingfors. Öns area är 1,2 hektar och dess största längd är 160 meter i nord-sydlig riktning.